# Borzykowo (województwo wielkopolskie)
Borzykowo – wieś w Polsce położona w województwie wielkopolskim, w powiecie wrzesińskim, w gminie Kołaczkowo na północny zachód od Pyzdr.
W 1272 roku dokonano lokacji wsi na prawie niemieckim. Wieś królewska położona była w 1772 roku w powiecie pyzdrskim województwa kaliskiego.
Na kongresie wiedeńskim, w 1815 roku, dokonano korekty granic rozbiorowych Polski, w rezultacie czego w Borzykowie znalazł się pruski posterunek graniczny na granicy między Królestwem Polskim a Królestwem Prus (początkowo częściowo autonomiczne pruskie Wielkie Księstwo Poznańskie) w składzie Cesarstwa Niemieckiego. Pyzdry stały się najdalej na zachód wysuniętym miastem Królestwa Polskiego. Granica ta podzieliła m.in. Wielkopolskę, co do dziś jest widoczne także w układzie pól, a zlikwidowana została w 1919.
25 września 2004 roku otwarto tu zrekonstruowane przejście graniczne w Borzykowie. Odbywają się tu coroczne imprezy kulturalne firmowane przez Towarzystwo Kulturalne „Echo Pyzdr”.
Do 1954 roku istniała gmina Borzykowo. W latach 1954–1959 wieś należała do gromady Wszembórz, po jej zniesieniu należała i była siedzibą władz gromady Borzykowo. W latach 1975–1998 miejscowość administracyjnie należała do województwa poznańskiego.